# 晶析
晶析（しょうせき、crystallization）とは、化学的分離操作法のひとつで、溶解度の温度依存性を利用して冷却または加熱により溶液から目的成分を結晶化させ、選択的に分離する操作をさす。
単位操作の一つとして特別に晶析と呼ばれるが、本質は結晶化と同等であり、詳細はそちらに譲る。
実験室規模の化学操作において頻繁に行われる再結晶も、晶析の一形態といえる。

## 概要
水を含む各種の溶媒に対し、各々の物質が溶解できる量はその物質固有の値を持ち、これは温度により変化する。ある温度で一定量溶解していた物質を、溶液の温度を上げ下げすることで溶解度の低い状態にし、その物質が溶けきれなくさせることで溶液と目的物質を液体と固体という形で分離するものである。
溶液側に目的物質が残留しやすい反面、固体側は純度の高い物質が得られる。また、この他の分離工程である乾燥でも同等の分離が行えるが、乾燥と違い多成分溶液の単物質分離が行えること、温度上昇による物質の変性を回避できること、潜熱を利用しないためエネルギーコストが低いことが有利な点として上げられる。